# Mistrzostwa świata w szachach

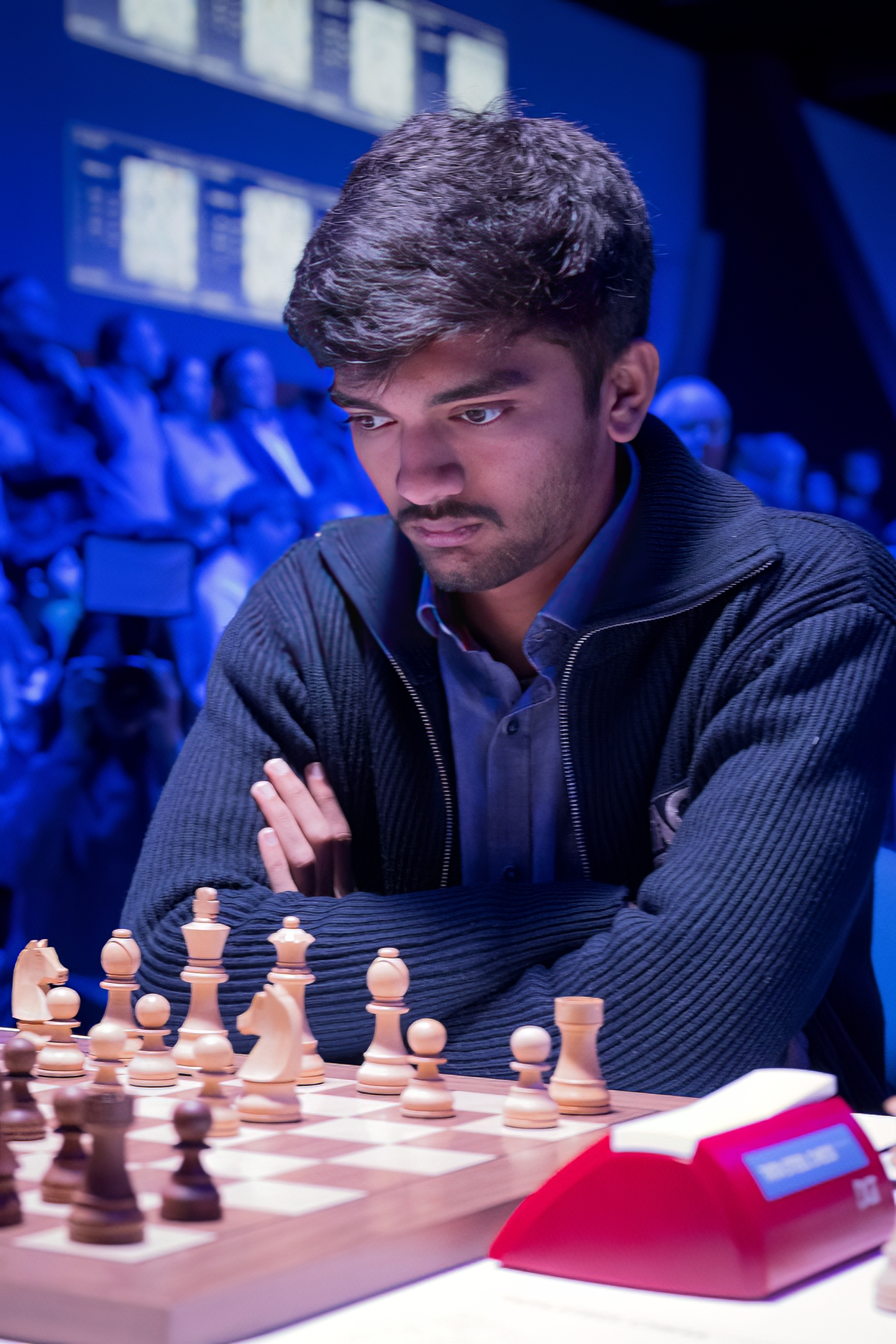
Aktualny mistrz świata w szachach,
Gukesh D

Mistrzostwa świata w szachach rozgrywane w różnych formach od końca XIX wieku są najważniejszymi sportowymi rozgrywkami w szachach. Obecnie oprócz otwartych mistrzostw świata, w których mogą uczestniczyć wszyscy szachiści bez względu na wiek i płeć, organizuje się również mistrzostwa świata kobiet, juniorów (w kilku grupach wiekowych), seniorów, a także komputerów. Mistrzem świata od 2024 roku jest Gukesh D.

## Wielcy mistrzowie XIX wieku
Historia mistrzostw świata w szachach sięga XIX wieku. Do połowy tego stulecia nie rozgrywano turniejów międzynarodowych. Najsławniejsi szachiści spotykali się w meczach. Nieoficjalnymi mistrzami świata byli:
- Alexandre Deschapelles w latach 1800–1821.
- Louis de la Bourdonnais w latach 1821–1840. W 1821 pokonał Deschapellesa +6 -1 =0. Potwierdził swój prymat w meczach z Aleksandrem McDonnellem w 1834 roku.
- Howard Staunton w latach 1843–1851. Po śmierci la Bourdonnaisa (1840) dwóch szachistów uważano za najwybitniejszych, Howarda Stauntona i Pierre’a Saint-Amanta. W 1843 roku Staunton pokonał Saint-Amanta +11 -6 =4.
- Adolf Anderssen w latach 1851–1858, zwycięzca pierwszego międzynarodowego turnieju, rozegranego w 1851 roku w Londynie. W półfinale tego turnieju niespodziewanie rozgromił głównego faworyta Stauntona (+4 -1 =0), zawody rozgrywano systemem pucharowym.
- Paul Morphy w latach 1858–1884. W 1858 roku w Paryżu pokonał Anderssena +7 -2 =2.
- Wilhelm Steinitz w latach 1866–1886 (1886–1894 oficjalny mistrz świata).

Morphy wkrótce po 1859 roku wycofał się z czynnego życia szachowego i dlatego niektórzy znawcy tematu jako pierwszy mecz o mistrzostwo świata wskazują mecz Wilhelm Steinitz – Adolf Anderssen w roku 1866, w którym zwyciężył Steinitz (+8 -6 =0). Jednak wielu nie uznało prymatu Steinitza, gdyż Morphy jeszcze żył i nikt go nie pokonał ani w meczu, ani w jakimkolwiek turnieju. Dopiero po śmierci Morphy’ego w 1884 r. pojawił się problem wyłonienia oficjalnego mistrza świata. Kandydatów było dwóch – Wilhelm Steinitz i Johannes Zukertort, ich przewaga nad pozostałymi szachistami była bezdyskusyjna.

## Nieformalny system w latach 1886–1946
Za pierwszy oficjalny mecz o tytuł mistrza uważa się ten rozegrany w 1886 roku, w którym Wilhelm Steinitz pokonał Johannesa Zukertorta. W XIX i w pierwszej połowie XX wieku mecze mistrzowskie odbywały się według bardzo nieformalnych zasad. Szachista, który uważał się za silniejszego od aktualnego mistrza świata, po prostu wyzywał go na szachowy pojedynek. Nie istniał formalny system kwalifikacji. Zasady rozgrywania meczów nie były sztywno ustalone i stawały się przedmiotem czasami bardzo trudnych negocjacji, w których decydujący głos miał zazwyczaj aktualny mistrz świata. Z tego powodu niektórzy wybitni szachiści (m.in. najwybitniejszy polski arcymistrz Akiba Rubinstein), którzy aspirowali do tytułu mistrza, takiej szansy byli pozbawieni. Niemniej powszechnie uważa się, że nieformalny system działał skutecznie i wyłaniał mistrzów, którzy rzeczywiście byli najsilniejszymi graczami swoich czasów.
Mistrzami świata w tym systemie byli, poza Wilhelmem Steinitzem, czterej jeszcze szachiści. Niemiec Emanuel Lasker zachował tytuł najdłużej w historii, przez 27 lat (1894–1921), wielokrotnie go broniąc. Pokonał go Kubańczyk Jose Raul Capablanca: będący w złej dyspozycji Lasker poddał mecz o mistrzostwo, w którym Capablanca wysoko prowadził. Po zdobyciu mistrzostwa Capablanca nie chciał rozgrywać meczów w obronie tytułu. Przez sześć lat żądał od potencjalnych przeciwników (często uważanych za silniejszych od niego, jak Aron Nimzowitsch czy Akiba Rubinstein) tak wysokich stawek za grę, aby nikogo nie było na nie stać; mawiano, że od rywali odgradzał się "Złotym Wałem". Jednak w 1927 r. rosyjski emigrant, obywatel Francji Aleksandr Alechin zebrał żądaną kwotę, doprowadził do meczu i po dramatycznej walce zwyciężył: Capablanca przegrał więc swój jedyny mistrzowski mecz. Alechin rozgrywał mecze w obronie tytułu i w 1935 r. pokonał go Holender Max Euwe, pierwszy amator, który był mistrzem świata (nie żył z gry w szachy, był nauczycielem matematyki). Utrzymał on tytuł tylko przez nieco ponad rok, gdyż w 1937 r. Alechin wyzwał go na mecz rewanżowy i wygrał. Później mecze o tytuł uniemożliwiła II wojna światowa, a w marcu 1946 r. 53-letni wówczas Alechin niespodziewanie zmarł.
Śmierć Aleksandra Alechina stanowiła wyłom w działającym dotychczas systemie, ponieważ po raz pierwszy zabrakło mistrza, którego można było pokonać w bezpośrednim meczu. Dwa lata później Międzynarodowa Federacja Szachowa (FIDE) zorganizowała turniej pretendentów, w którym wzięło udział pięciu najsilniejszych szachistów: Michaił Botwinnik, Max Euwe, Paul Keres, Samuel Reshevsky i Wasilij Smysłow. Zwycięzcą turnieju został Botwinnik, który tym samym został kolejnym mistrzem świata, rozpoczynając hegemonię szachistów ze Związku Sowieckiego.

## Mistrzostwa świata FIDE w latach 1948–1993
W miejsce dotychczasowego nieformalnego systemu FIDE wprowadziła nowy system eliminacyjny. Nominowani przez narodowe związki szachowe szachiści brali udział w turniejach strefowych, z których najlepsi awansowali do turniejów międzystrefowych, gdzie spotykali się z rozstawionymi (nominowanymi przez FIDE) graczami światowej czołówki. Najlepsi z turniejów międzystrefowych spotykali się następnie w turnieju pretendentów. Zwycięzca turnieju pretendentów spotykał się w meczu finałowym z aktualnym mistrzem świata, który nie musiał uczestniczyć w eliminacjach. Mecze o mistrzostwo rozgrywano co trzy lata. Jeśli pretendent wygrał z mistrzem, temu drugiemu przysługiwało prawo do meczu rewanżowego. System wielostopniowych turniejów eliminacyjnych, meczów finałowych i rewanżowych wyłaniał mistrza świata co trzy lata.
Prawo pokonanego mistrza świata do meczu rewanżowego zostało zniesione przez FIDE w 1962 r. po tym, gdy dzierżący tytuł od 1946 r.  Michaił Botwinnik, pokonany dwa razy z rzędu przez pretendentów (Rosjanina Wasilija Smysłowa w 1957 r. i Łotysza Michaiła Tala w 1960 r.) dwukrotnie po upływie roku odzyskiwał tytuł w meczach rewanżowych. Tytuł mistrzowski wywalczyli później w 1963 r. Ormianin Tigran Petrosjan, zaś w 1969 r. Rosjanin Boris Spasski.
System działał bez zarzutu aż do 1975 roku, kiedy to Amerykanin Bobby Fischer, który trzy lata wcześniej odebrał tytuł Borisowi Spasskiemu w jednym z najsłynniejszych meczów w historii (był pierwszym po wojnie szachistą spoza ZSRR walczącym o tytuł), odmówił udziału w meczu z kolejnym pretendentem, Anatolijem Karpowem. Tym samym pozbawił się prawa do tytułu mistrza świata. Od tego czasu prawie w ogóle przestał grać w oficjalnych turniejach. Jedyny wyjątek zrobił w 1992 roku, wygrywając ze Spasskim mecz o pięć milionów dolarów.
Mecze o mistrzostwo rozgrywano do zdobycia przez zwycięzcę 12 punktów (1 pkt za zwycięstwo, 0,5 pkt. za remis). Przed meczem w 1984 r., który rozgrywali Anatolij Karpow (mistrz) i Garri Kasparow (pretendent) zasadę tę zmieniono i postanowiono grać do sześciu zwycięstw, nie licząc remisów. Wynikiem tego był najdłuższy mecz w historii szachów, który trwał 5 miesięcy, a rozegrano 48 partii, w tym 40 remisowych. Prezydent FIDE Florencio Campomanes w końcu przerwał mecz, w którym (nie licząc remisów), Karpow początkowo prowadził 5:1, ale potem wyraźnie osłabł i Kasparow odrabiał straty, doprowadzając do stanu 5:3. Decyzję odebrano jako chęć udzielenia pomocy słabnącemu Karpowowi. Mecz rozegrano ponownie rok później, przywracając poprzednie zasady – zwyciężył Kasparow.

## Dwa systemy w latach 1993–2005
W 1993 roku system wyłaniania mistrza świata załamał się. Ówczesny mistrz Garri Kasparow i pretendent Nigel Short założyli własną, alternatywną wobec FIDE organizację o nazwie Stowarzyszenie Zawodowych Szachistów (PCA), której zadaniem miała być m.in. organizacja mistrzostw świata. W rozegranym pod auspicjami PCA meczu zwyciężył Kasparow. FIDE zorganizowała konkurencyjny mecz o mistrzostwo świata, w którym Karpow pokonał Jana Timmana. Od tego czasu do kwietnia 2006 roku mistrzostwa świata rozgrywane były równolegle w ramach dwóch różnych systemów i trudno rozsądzić, który z dwóch mistrzów świata miał większe prawo do tego tytułu.
Kolejnym przeciwnikiem Kasparowa był Viswanathan Anand, który zakwalifikował się do meczu wygrywając turnieje, podobne do tych, które dotąd organizowała FIDE. Kasparow ten mecz wygrał, lecz w roku 2000 utracił tytuł mistrza świata na rzecz Władimira Kramnika.
W tym czasie FIDE, po rozegraniu w 1996 roku jeszcze jednego cyklu mistrzowskiego, w którym Karpow obronił swój tytuł, zrewolucjonizowała dotychczasowy system. Zaniechano rozgrywania długotrwałych i wielostopniowych eliminacji, organizując w to miejsce jeden wielki turniej, w którym szachiści grają mini-mecze przyspieszonym tempem gry. Turniej jest rozgrywany systemem pucharowym (przegrywający odpada) i trwa kilka tygodni. W pierwszej edycji nowego cyklu Karpow jako obrońca tytułu był nominowany bezpośrednio do meczu finałowego, jednak w kolejnych turniejach mistrz świata został pozbawiony tego przywileju i musiał jak inni walczyć o prawo do gry w finale.

## Obecna sytuacja
13 kwietnia 2006 FIDE ogłosiła mecz o mistrzostwo świata pomiędzy Władimirem Kramnikiem (mistrz świata Braingames, po pokonaniu w 2000 mistrza świata PCA Garriego Kasparowa) i Weselinem Topałowem (mistrz świata FIDE), który odbył się w Eliście w dniach 21 września – 13 października 2006 i składał się z 12 gier oraz 4 partii dogrywki. Zwycięzcą został Kramnik po remisie 6-6 i wygranej 2½ – 1½ w dogrywce. Zajął on miejsce Topałowa w turnieju mistrzowskim 2007 w Meksyku, w którym zwyciężył Viswanathan Anand. Kolejny pojedynek o tytuł niekwestionowanego mistrza świata został rozegrany w październiku 2008 w Bonn. Tytuł obronił Anand, pokonując Władimira Kramnika 6½ – 4½. Anand jeszcze trzykrotnie bronił tytułu, zwyciężając w 2010 Topałowa oraz w 2012 Borisa Gelfanda. W kolejnym meczu, rozegranym w listopadzie 2013, przegrał 3½ – 6½ z Magnusem Carlsenem i utracił tytuł na rzecz Norwega. Carlsen czterokrotnie bronił tytułu, zwyciężając w 2014 Ananda, w 2016 Siergieja Kariakina, w 2018 Fabiano Caruanę i 2021 Jana Niepomniaszcziego, a w 2022 zrezygnował z meczu w obronie tytułu i w 2023 z Janem Niepomniaszczim zmierzył się Ding Liren, który wygrał 9½ : 8½ i został nowym mistrzem. W 2024 roku Dinga pokonał Gukesh D, który wygrał 7½ : 6½ i został nowym mistrzem.

## Lista mistrzów świata
Niekwestionowani mistrzowie świata
1. Wilhelm Steinitz, 1886–1894
2. Emanuel Lasker, 1894–1921
3. José Raúl Capablanca, 1921–1927
4. Aleksandr Alechin, 1927–1935 i 1937–1946
5. Max Euwe, 1935–1937
6. Michaił Botwinnik, 1948–1957, 1958–1960 i 1961–1963
7. Wasilij Smysłow, 1957–1958
8. Michaił Tal, 1960–1961
9. Tigran Petrosjan, 1963–1969
10. Boris Spasski, 1969–1972
11. Bobby Fischer, 1972–1975
12. Anatolij Karpow, 1975–1985
13. Garri Kasparow, 1985–1993

Mistrzowie świata PCA / Braingames (1993–2006)
1. Garri Kasparow, 1993–2000
2. Władimir Kramnik, 2000–2006

Mistrzowie świata FIDE (1993–2006)
1. Anatolij Karpow, 1993–1999
2. Aleksander Chalifman, 1999–2000
3. Viswanathan Anand, 2000–2002
4. Rusłan Ponomariow, 2002–2004
5. Rustam Kasimdżanow, 2004–2005
6. Weselin Topałow, 2005–2006

Niekwestionowani mistrzowie świata (po unifikacji)
1. Władimir Kramnik, 2006–2007
2. Viswanathan Anand, 2007–2013
3. Magnus Carlsen, 2013–2023
4. Ding Liren, 2023–2024
5. Gukesh D, od 2024

### Najmłodsi mistrzowie świata w historii
| Miejsce | Zawodnik         | Wiek w dniu zdobycia tytułu    | Data zdobycia tytułu |
| ------- | ---------------- | ------------------------------ | -------------------- |
| 1       | Gukesh D         | 18 lat – 6 miesięcy – 14 dni   | 12 grudnia 2024      |
| 2       | Garri Kasparow   | 22 lata – 6 miesięcy – 27 dni  | 9 listopada 1985     |
| 3       | Magnus Carlsen   | 22 lata – 11 miesięcy – 24 dni | 23 listopada 2013    |
| 4       | Michaił Tal      | 23 lata – 5 miesięcy – 28 dni  | 7 maja 1960          |
| 5       | Anatolij Karpow  | 23 lata – 10 miesięcy – 11 dni | 3 kwietnia 1975      |
| 6       | Władimir Kramnik | 25 lat – 4 miesiące – 10 dni   | 4 listopada 2000     |
| 7       | Emanuel Lasker   | 25 lat – 5 miesięcy – 2 dni    | 26 maja 1894         |

## Lista meczów i turniejów o mistrzostwo świata
Na pierwszym miejscu podano obrońcę tytułu, a gwiazdką (*) oznaczono wyniki meczów, w którym nie uwzględniano remisów.

### Do 1993 roku
| Rok         | Miasta | Mecz lub turniej o MŚ                                                                 | Wynik                                  |
| ----------- | --- | ------------------------------------------------------------------------------------- | -------------------------------------- |
| 1886        | Nowy Jork, Saint Louis, Nowy Orlean | Mistrzostwa świata w szachach 1886 mecz Wilhelm Steinitz – Johannes Zukertort         | 10 : 5 *                               |
| 1889        | Hawana | Mistrzostwa świata w szachach 1889 mecz Wilhelm Steinitz – Michaił Czigorin           | 10½ : 6½                               |
| 1890 / 1891 | Nowy Jork | Mistrzostwa świata w szachach 1890 mecz Wilhelm Steinitz – Isidor Gunsberg            | 10½ : 8½                               |
| 1892        | Hawana | Mistrzostwa świata w szachach 1892 mecz Wilhelm Steinitz – Michaił Czigorin           | 10 : 8 *                               |
| 1894        | Nowy Jork, Filadelfia, Montreal | Mistrzostwa świata w szachach 1894 mecz Wilhelm Steinitz – Emanuel Lasker             | 5 : 10 *                               |
| 1896 / 1897 | Moskwa | Mistrzostwa świata w szachach 1896 rewanżowy mecz Emanuel Lasker – Wilhelm Steinitz   | 10 : 2 *                               |
| 1907        | Nowy Jork, Filadelfia, Memphis, Chicago, Baltimore                                                                                              | Mistrzostwa świata w szachach 1907 mecz Emanuel Lasker – Frank Marshall               | 8 : 0 *                                |
| 1908        | Düsseldorf, Monachium | Mistrzostwa świata w szachach 1908 mecz Emanuel Lasker – Siegbert Tarrasch            | 8 : 3 *                                |
| 1910        | Wiedeń, Berlin | Mistrzostwa świata w szachach 1910 mecz Emanuel Lasker – Carl Schlechter              | 5 : 5                                  |
| 1910        | Berlin | Mistrzostwa świata w szachach 1910 mecz Emanuel Lasker – Dawid Janowski               | 8 : 0 *                                |
| 1921        | Hawana | Mistrzostwa świata w szachach 1921 mecz Emanuel Lasker – José Raúl Capablanca         | E.Lasker wycofał się przy stanie 5 : 9 |
| 1927        | Buenos Aires | Mistrzostwa świata w szachach 1927 mecz José Raúl Capablanca – Aleksandr Alechin      | 3 : 6 *                                |
| 1929        | Wiesbaden, Heidelberg, Berlin, Haga, Rotterdam, Amsterdam                                                                                       | Mistrzostwa świata w szachach 1929 mecz Aleksandr Alechin – Jefim Bogolubow           | 15½ : 9½                               |
| 1934        | Baden-Baden, Villingen, Fryburg Bryzgowijski, Pforzheim, Stuttgart, Monachium, Bayreuth, Bad Kissingen, Norymberga, Karlsruhe, Mannheim, Berlin | Mistrzostwa świata w szachach 1934 mecz Aleksandr Alechin – Jefim Bogolubow           | 15½ : 10½                              |
| 1935        | Amsterdam, Haga, Delft, Rotterdam, Utrecht, Gouda, Groningen, Baarn, Herzogenbusch, Eindhoven, Zeist, Ermelo, Zandvoort                         | Mistrzostwa świata w szachach 1935 mecz Aleksandr Alechin – Max Euwe                  | 14½ : 15½                              |
| 1937        | Haga, Rotterdam, Amsterdam, Haarlem, Lejda, Groningen, Zwolle, Eindhoven, Delft                                                                 | Mistrzostwa świata w szachach 1937 rewanżowy mecz Max Euwe – Aleksandr Alechin        | 9½ : 15½                               |
| 1948        | Haga, Moskwa | Mistrzostwa świata w szachach 1948 turniej FIDE o tytuł mistrza świata                | I m. M.Botwinnik                       |
| 1951        | Moskwa | Mistrzostwa świata w szachach 1951 mecz Michaił Botwinnik – Dawid Bronstein           | 12 : 12                                |
| 1954        | Moskwa | Mistrzostwa świata w szachach 1954 mecz Michaił Botwinnik – Wasilij Smysłow           | 12 : 12                                |
| 1957        | Moskwa | Mistrzostwa świata w szachach 1957 mecz Michaił Botwinnik – Wasilij Smysłow           | 9½ : 12½                               |
| 1958        | Moskwa | Mistrzostwa świata w szachach 1958 rewanżowy mecz Wasilij Smysłow – Michaił Botwinnik | 10½ : 12½                              |
| 1960        | Moskwa | Mistrzostwa świata w szachach 1960 mecz Michaił Botwinnik – Michaił Tal               | 8½ : 12½                               |
| 1961        | Moskwa | Mistrzostwa świata w szachach 1961 rewanżowy mecz Michaił Tal – Michaił Botwinnik     | 8 : 13                                 |
| 1963        | Moskwa | Mistrzostwa świata w szachach 1963 mecz Michaił Botwinnik – Tigran Petrosjan          | 9½ : 12½                               |
| 1966        | Moskwa | Mistrzostwa świata w szachach 1966 mecz Tigran Petrosjan – Boris Spasski              | 12½ : 11½                              |
| 1969        | Moskwa | Mistrzostwa świata w szachach 1969 mecz Tigran Petrosjan – Boris Spasski              | 10½ : 12½                              |
| 1972        | Reykjavík | Mistrzostwa świata w szachach 1972 mecz Boris Spasski – Bobby Fischer                 | 8½ : 12½                               |
| 1975        | Manila | Mistrzostwa świata w szachach 1975 mecz Bobby Fischer – Anatolij Karpow               | walkower dla A.Karpowa                 |
| 1978        | Baguio | Mistrzostwa świata w szachach 1978 mecz Anatolij Karpow – Wiktor Korcznoj             | 6 : 5 *                                |
| 1981        | Merano | Mistrzostwa świata w szachach 1981 mecz Anatolij Karpow – Wiktor Korcznoj             | 6 : 2 *                                |
| 1984        | Moskwa | Mistrzostwa świata w szachach 1984 mecz Anatolij Karpow – Garri Kasparow              | mecz unieważniono przy stanie 5 : 3 *  |
| 1985        | Moskwa | Mistrzostwa świata w szachach 1985 powtórzony mecz Anatolij Karpow – Garri Kasparow   | 11 : 13                                |
| 1986        | Londyn, Leningrad | Mistrzostwa świata w szachach 1986 rewanżowy mecz Garri Kasparow – Anatolij Karpow    | 12½ : 11½                              |
| 1987        | Sewilla | Mistrzostwa świata w szachach 1987 mecz Garri Kasparow – Anatolij Karpow              | 12 : 12                                |
| 1990        | Nowy Jork, Lyon | Mistrzostwa świata w szachach 1990 mecz Garri Kasparow – Anatolij Karpow              | 12½ : 11½                              |

W 1993 r. nastąpił rozłam w świecie szachowym. Mistrz świata Garri Kasparow i oficjalny zwycięzca eliminacji Nigel Short rozegrali swój mecz poza FIDE. W odpowiedzi federacja pozbawiła ich praw do tytułu i zdecydowała, że mistrzem świata zostanie zwycięzca meczu Anatolij Karpow – Jan Timman.

### Mistrzostwa świata FIDE
Oficjalne mistrzostwa świata, krytykowane przez społeczność szachową, zwłaszcza od 1997 r., gdy wprowadzono system pucharowych turniejów.
| Rok         | Miasta                              | Mecz lub turniej o MŚ                                                                                              | Wynik              |
| ----------- | ----------------------------------- | --- | ------------------ |
| 1993        | Zwolle, Arnhem, Amsterdam, Dżakarta | Mistrzostwa świata w szachach 1993 mecz Anatolij Karpow – Jan Timman                                               | 12½ : 8½           |
| 1996        | Elista                              | Mistrzostwa świata w szachach 1996 mecz Anatolij Karpow – Gata Kamski                                              | 10½ : 7½           |
| 1998        | Lozanna                             | Mistrzostwa świata w szachach 1998 mecz Anatolij Karpow – Viswanathan Anand turniej eliminacyjny (Groningen, 1997) | 5 : 3              |
| 1999        | Las Vegas                           | Mistrzostwa świata w szachach 1999 turniej systemem pucharowym                                                     | I m. A.Chalifman   |
| 2000        | Nowe Delhi, Teheran                 | Mistrzostwa świata w szachach 2000 turniej systemem pucharowym                                                     | I m. V.Anand       |
| 2001 / 2002 | Moskwa                              | Mistrzostwa świata w szachach 2001/2002 turniej systemem pucharowym                                                | I m. R.Ponomariow  |
| 2004        | Trypolis                            | Mistrzostwa świata w szachach 2004 turniej systemem pucharowym                                                     | I m. R.Kasimdżanow |
| 2005        | San Luis                            | Mistrzostwa świata w szachach 2005 turniej z udziałem 8 zawodników                                                 | I m. W.Topałow     |

### Nieoficjalne mistrzostwa świata
Nielegalne z punktu widzenia formalno-prawnego, ale uznawane przez społeczność szachową. Rozgrywały się początkowo „pod egidą” PCA, później Brain Games Network, ostatni mecz rozegrany został poza jakąkolwiek federacją.
| Rok  | Miasta    | Mecz lub turniej o MŚ                                                                  | Wynik    |
| ---- | --------- | -------------------------------------------------------------------------------------- | -------- |
| 1993 | Londyn    | Mistrzostwa świata PCA w szachach 1993 mecz Garri Kasparow – Nigel Short               | 12½ : 7½ |
| 1995 | Nowy Jork | Mistrzostwa świata w szachach klasycznych 1995 mecz Garri Kasparow – Viswanathan Anand | 10½ : 7½ |
| 2000 | Londyn    | Mistrzostwa świata w szachach klasycznych 2000 mecz Garri Kasparow – Władimir Kramnik  | 6½ : 8½  |
| 2004 | Brissago  | Mistrzostwa świata w szachach klasycznych 2004 mecz Władimir Kramnik – Péter Lékó      | 7 : 7    |

### Od 2006 roku
W 2006 r. odbył się mecz unifikacyjny między „klasycznym mistrzem świata” Władimirem Kramnikiem a oficjalnym mistrzem świata FIDE, Weselinem Topałowem. Od tej pory mistrzostwa świata są jednolite, rozgrywane zgodnie z zasadami określanymi przez FIDE.
| Rok  | Miasta    | Mecz lub turniej o MŚ                                                                   | Wynik        |
| ---- | --------- | --------------------------------------------------------------------------------------- | ------------ |
| 2006 | Elista    | Mistrzostwa świata w szachach 2006 mecz unifikacyjny Władimir Kramnik – Weselin Topałow | 8½ : 7½      |
| 2007 | Meksyk    | Mistrzostwa świata w szachach 2007 turniej z udziałem 8 zawodników                      | I m. V.Anand |
| 2008 | Bonn      | Mistrzostwa świata w szachach 2008 mecz Viswanathan Anand – Władimir Kramnik            | 6½ : 4½      |
| 2010 | Sofia     | Mistrzostwa świata w szachach 2010 mecz Viswanathan Anand – Weselin Topałow             | 6½ : 5½      |
| 2012 | Moskwa    | Mistrzostwa świata w szachach 2012 mecz Viswanathan Anand – Boris Gelfand               | 8½ : 7½      |
| 2013 | Ćennaj    | Mistrzostwa świata w szachach 2013 mecz Viswanathan Anand – Magnus Carlsen              | 3½ : 6½      |
| 2014 | Soczi     | Mistrzostwa świata w szachach 2014 mecz Magnus Carlsen – Viswanathan Anand              | 6½ : 4½      |
| 2016 | Nowy Jork | Mistrzostwa świata w szachach 2016 mecz Magnus Carlsen – Siergiej Kariakin              | 9 : 7        |
| 2018 | Londyn    | Mistrzostwa świata w szachach 2018 mecz Magnus Carlsen – Fabiano Caruana                | 9 : 6        |
| 2021 | Dubaj     | Mistrzostwa świata w szachach 2021 mecz Magnus Carlsen – Jan Niepomniaszczi             | 7½ : 3½      |
| 2023 | Astana    | Mistrzostwa świata w szachach 2023 mecz Jan Niepomniaszczi – Ding Liren                 | 8½ : 9½      |
| 2024 | Singapur  | Mistrzostwa świata w szachach 2024 mecz Ding Liren – Gukesh D                           | 6½ : 7½      |